# Erich Koch
Erich Koch (ur. 19 czerwca 1896 w Elberfeld, zm. 12 listopada 1986 w Barczewie lub Olsztynie) – niemiecki kolejarz i działacz partyjny. Nazista, gauleiter i ostatni nadprezydent Prus Wschodnich w latach 1933–1945, jednocześnie od 1941 r. szef Zarządu Cywilnego Okręgu Białystok i komisarz Rzeszy dla Ukrainy, zbrodniarz wojenny.

## Życiorys
W Elberfeld ukończył szkołę powszechną, następnie czteroklasową szkołę średnią i szkołę handlową. Po jej ukończeniu pracował w drukarni, jednak już w maju 1914 r. podjął pracę jako robotnik kolejowy, którą wkrótce przerwał w wyniku wybuchu Wielkiej Wojny. W 1915 r. odbył dziesięciomiesięczne przeszkolenie wojskowe. Od 1916 r. do jesieni 1918 r. służył w Armii Cesarstwa Niemieckiego podczas I wojny światowej (na froncie wschodnim), a po jej zakończeniu walczył we Freikorpsie na Górnym Śląsku. Do 1926 r. ponownie pracował na kolei. W 1922 r. wstąpił w szeregi NSDAP i aktywnie brał udział w sabotowaniu francuskiej okupacji Zagłębia Ruhry, za co był parokrotnie więziony, co przysporzyło mu popularności w kręgach partyjnych. Został także liderem tamtejszego okręgu. Następnie, w 1928 r., został przeniesiony na stanowisko gauleitera Prus Wschodnich, a w niedługim czasie został posłem do Reichstagu. Krótko po przejęciu władzy przez narodowych socjalistów w 1933 r. Adolf Hitler mianował go nadprezydentem Prus Wschodnich. Kolejnym szczeblem w jego karierze był stopień SA-Obergruppenführera w 1938 r.
Początkowo podczas II wojny światowej zajmował się sprawą Polaków, zamieszkujących ziemie włączone do III Rzeszy. W tym czasie, od roku 1939, pod jego zwierzchnictwem znalazła się rejencja ciechanowska, a od roku 1941 – okręg białostocki.
W 1941 r. został szefem administracyjnym na Ukrainie, co dawało mu do dyspozycji Gestapo na tym terenie; był odpowiedzialny za deportacje setek tysięcy ludzi do obozów zagłady. Gdy Armia Czerwona wkroczyła na Ukrainę, wrócił do Prus Wschodnich. Stamtąd słał telegramy do Führera, iż będzie bronił tych terytoriów do końca.
Uniknąwszy schwytania przez Rosjan, ukrywał się do 1949 r., kiedy został schwytany przez Brytyjczyków w Hamburgu (podawał się wówczas za byłego majora rezerwy, Rolfa Bergera). Mimo nalegań ZSRR został wydany nie Związkowi Radzieckiemu, a Polsce. Proces, który rozpoczął się dopiero latem 1958 r., zakończył się uznaniem go za winnego śmierci około 400 tys. Polaków (zbrodnie na Ukrainie nie były brane pod uwagę) i wyrokiem kary śmierci z 9 maja 1959.
Wyroku nigdy nie wykonano, bo przez cały czas, przez 25 lat pobytu w więzieniu do naturalnej śmierci, utrzymywał wagę ciała poniżej 50 kilogramów, więc lekarze nie mogli uznać go za zdrowego, co było niezbędne do wykonania wyroku. Jednak według dokumentów, do których dotarli dziennikarze „Rzeczpospolitej”, rzeczywistą przyczyną niewykonywania wyroku śmierci miało być przekonanie polskiego i sowieckiego aparatu bezpieczeństwa o tym, że uda się od Kocha wydobyć tajemnicę miejsca ukrycia „Bursztynowej Komnaty”, które miał ponoć znać.
Przez cały ten okres przebywał w więzieniu w Barczewie. Zmarł śmiercią naturalną w wieku 90 lat, albo w swojej celi, albo w szpitalu w Olsztynie. Pochowano go na cmentarzu komunalnym /kwatera-rząd-grób: V-IV-71A - źródło: https://barczewo.systkom.pl/pokaz_m#results)  a nie jak podaje"GW" na miejscowym cmentarzu parafialnym. 
W 2012 r. została wydana książka autorstwa Mieczysława Siemieńskiego oparta na wywiadzie z Kochem pt. Rozmowy z Erichem Kochem. Próbowałem zmienić świat.